# عاطف عبد المجيد
 الدكتور عاطف عبد المجيد الأمين عبد الرحمن أحمد من الخرطوم، السودان (مواليد 7 يونيو 1963) يشغل منصب المدير التنفيذي للإقليم الكشفي العربي والأمين العام للمنظمة الكشفية العربية التابعة للمنظمة العالمية للحركة الكشفية. عُيّنَ مديرًا للمنطقة العربية عام 2006. وفي عام 2019، عُيّنَ مستشارًا لأمين عام المنظمة العالمية للحركة الكشفية أحمد الهنداوي.
كان مسؤولاً في السابق عن البرنامج الكشفي السوداني، وهو طيار طيران شراعي. درس الطب في جامعة جوبا وجامعة ولاية بنسلفانيا، وعمل في منظمة الصحة العالمية، ويعيش حاليًا في مدينة نصر، إحدى مناطق القاهرة، مصر.

## وصلات خارجية
- عاطف عبد المجيد على موقع أرشيف الشارخ.

- د. عاطف عبد المجيد عبد الرحمن
- قائمة المتحدثين في المؤتمر الثامن والثلاثين لمنظمة ARTDO 2011 ، الجمعية الصينية للتدريب والتنمية
- السيرة الذاتية للدكتور عاطف عبد المجيد عبد الرحمن